# Lipsia-Brunnen

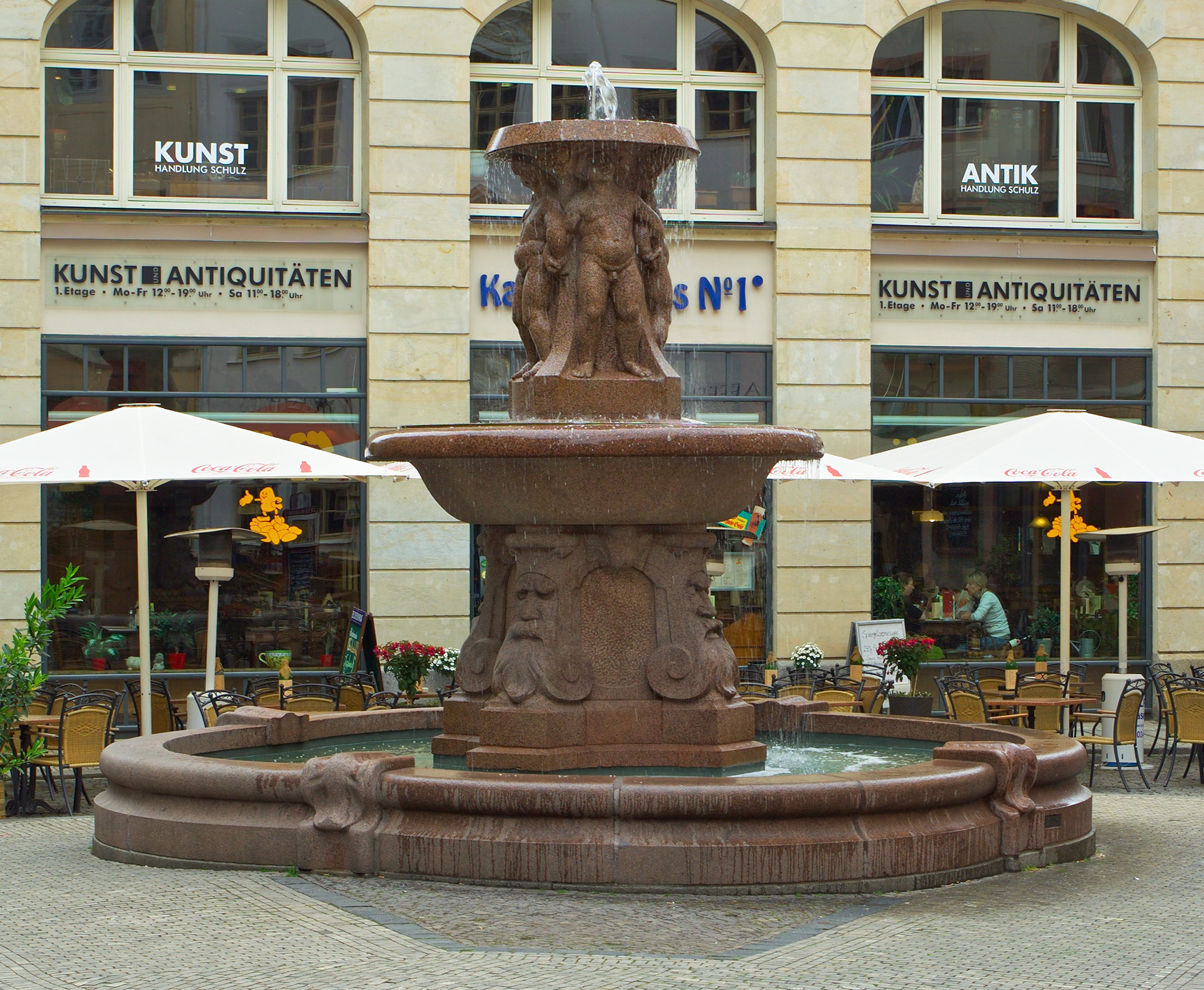
Der Lipsia-Brunnen (2011)

Der Lipsia-Brunnen (auch Putten-Brunnen) ist ein Zierbrunnen in der Innenstadt von Leipzig.

## Lage und Gestalt
Der Lipsia-Brunnen befindet sich auf dem kleinen dreieckigen Platz, der durch die schräge Einmündung der Kleinen Fleischergasse in das Barfußgäßchen entsteht. Damit steht er der historischen Gaststätte Zum Arabischen Coffe Baum, dem ältesten Caféhaus Deutschlands, gegenüber.
Der Brunnen besteht aus rotem Granit. Aus einem unteren Becken von etwa fünf Meter Durchmesser erhebt sich auf einer mächtigen Säule mit vier bärtigen Männergesichtern ein zweites Becken und darüber, weiter verjüngt, ein drittes. Unter diesem stehen vier nackte, sich an den Händen haltende Knaben, Schutz suchend vor dem aus dem oberen Becken überlaufenden Wasser, das von einer kleinen Fontäne herrührt.
Der Brunnen wurde als „ein bezeichnendes Beispiel für die Auffassung einer organischen Verbindung von Architektur und Skulptur“ gelobt.

## Geschichte
Im Rahmen eines Wettbewerbs zur Verschönerung der Stadt entwarf der damals in Leipzig tätige Arzt und Bildhauer Max Lange (1868–1947) 1913 diesen Brunnen und gewann damit den ersten Preis. Es war zunächst vorgesehen, ihn auf dem Naschmarkt aufzustellen. Warum dies nicht geschah, ist nicht bekannt. Er kam schließlich an seinen heutigen Standort.
Der Name des Brunnens war anfangs Puttenbrunnen. Nackte Kinderdarstellungen heißen in der Kunst Putten, sind Flügel vorhanden, auch Engel. Diese aber fehlen hier. Wegen des westlich des Brunnens stehenden Lipsia-Hauses bürgerte sich der Name Lipsia-Brunnen ein, der nun auch offiziell gilt.  Lipsia ist die lateinische Bezeichnung für Leipzig. In der Örtlichen Bauvorschrift für das Leipziger Stadtzentrum (Gestaltungssatzung) vom 18. Dezember 1991 wurde der Brunnen als denkmalgeschütztes Objekt benannt.